# Principio del handicap

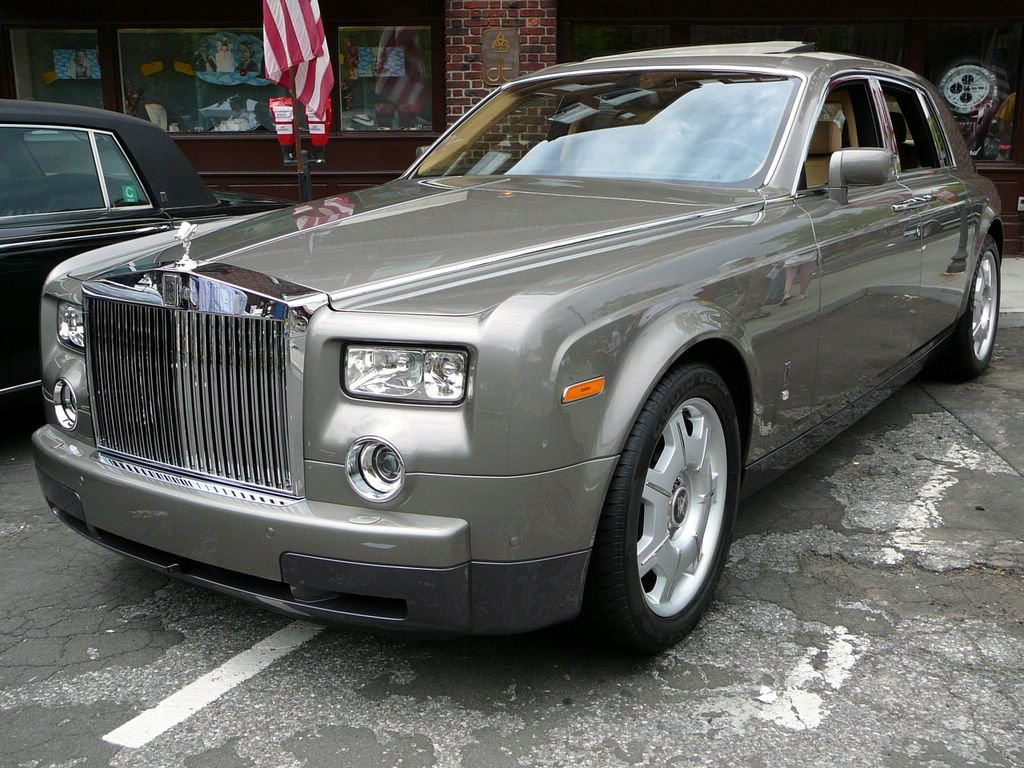
Se ha sugerido que vehículos de lujo son señales de handicap

El principio del handicap es una hipótesis propuesta originalmente en 1975 por el biólogo Amotz Zahavi para explicar cómo la evolución puede hacer que se produzcan señales de buenas intenciones entre animales que tienen una motivación obvia para engañar al otro o para engañarse mutuamente.
El principio del handicap sugiere que esas señales deben conllevar un coste para el portador, pues tales señales consisten en alguna característica que no puede ser afrontada por otros individuos. Por ejemplo, en el caso de la selección sexual, la teoría sugiere que los individuos con gran eficacia biológica muestran este estatus mediante un comportamiento desventajoso o una constitución física que merma sus cualidades en otros terrenos. La idea central es que los rasgos de la selección sexual actúan como señales de ostentación, mostrando la capacidad de darse el lujo de desperdiciar un recurso simplemente por derroche. El receptor sabe que el rasgo indica calidad porque individuos de calidad inferior no pueden permitirse el lujo de tales derroches extravagantes. Por ejemplo, la cola del pavo real permite discernir la calidad del macho, pero al mismo tiempo es una extremidad engorrosa y pesada.